# Некипілово
Некипі́лово (рос. Некипелово) — присілок у складі Кічменгсько-Городецького району Вологодської області, Росія. Входить до складу Городецького сільського поселення.

## Населення
Населення — 18 осіб (2010; 29 у 2002).
Національний склад (станом на 2002 рік):
- росіяни — 97 %